# Triei
Triei är en ort och kommun i provinsen Nuoro i regionen Sardinien i Italien. Kommunen hade 1 132 invånare (2017).